# Izera
Izera (cz. Jizera, niem. Iser) – rzeka w Czechach i na granicy w Polsce; prawy dopływ Łaby; długość 164 km.
Źródlisko w Górach Izerskich tworzone z wielu drobnych strumyków wypływających z południowego zbocza Smreku na wysokości 980 m n.p.m. W górnym biegu na Hali Izerskiej płynie na południowy wschód meandrującym korytem przez długi ciąg torfowisk wysokich objętych ścisłym rezerwatem przyrody Torfowiska Doliny Izery w Polsce oraz Rašeliniště Izery Czechach. W górnym biegu, na odcinku od źródła do osady Mýtiny, wyznacza granicę polsko-czeską na długości 15 km.
Przepływa obok Jizerki i Orla, gdzie znajduje się most, będący niegdyś turystycznym przejściem granicznym Orle – Jizerka. W okolicach Tanvaldu skręca na południe, później na zachód. Przepływa przez Železný Brod. Przed Skalicami skręca na południe. Mija Turnov i Mnichovo Hradiště, później Bakov nad Jizerou i Mladą Boleslav, po czym wpada do Łaby.
Niewielkie dorzecze Izery po polskiej stronie, jako jeden z niewielu obszarów kraju, obok dorzecza Dzikiej Orlicy i okolicy Okrzeszyna, należy do zlewiska Morza Północnego.
Nazwa ma rodowód celtycki – isirás znaczyło „szybki”, „silny”, „bystry” (identyczny źródłosłów mają rzeki Isère we Francji i Izara w Niemczech).
Izera w znacznym stopniu zaopatruje w wodę Pragę.
Około 1926 Czesi zaplanowali i uzgodnili ze stroną niemiecką (w tym zarządem dóbr Schaffgotschów) budowę na Izerze zapory i zbiornika wodnego, który miał rozciągać się na przestrzeni 9 km od Orla aż za osadę Wielka Izera o pojemności 56 mln m³. Zapora o wysokości 50 m miała znajdować się około 500 m na południe od Orla.

## Dopływy Izery

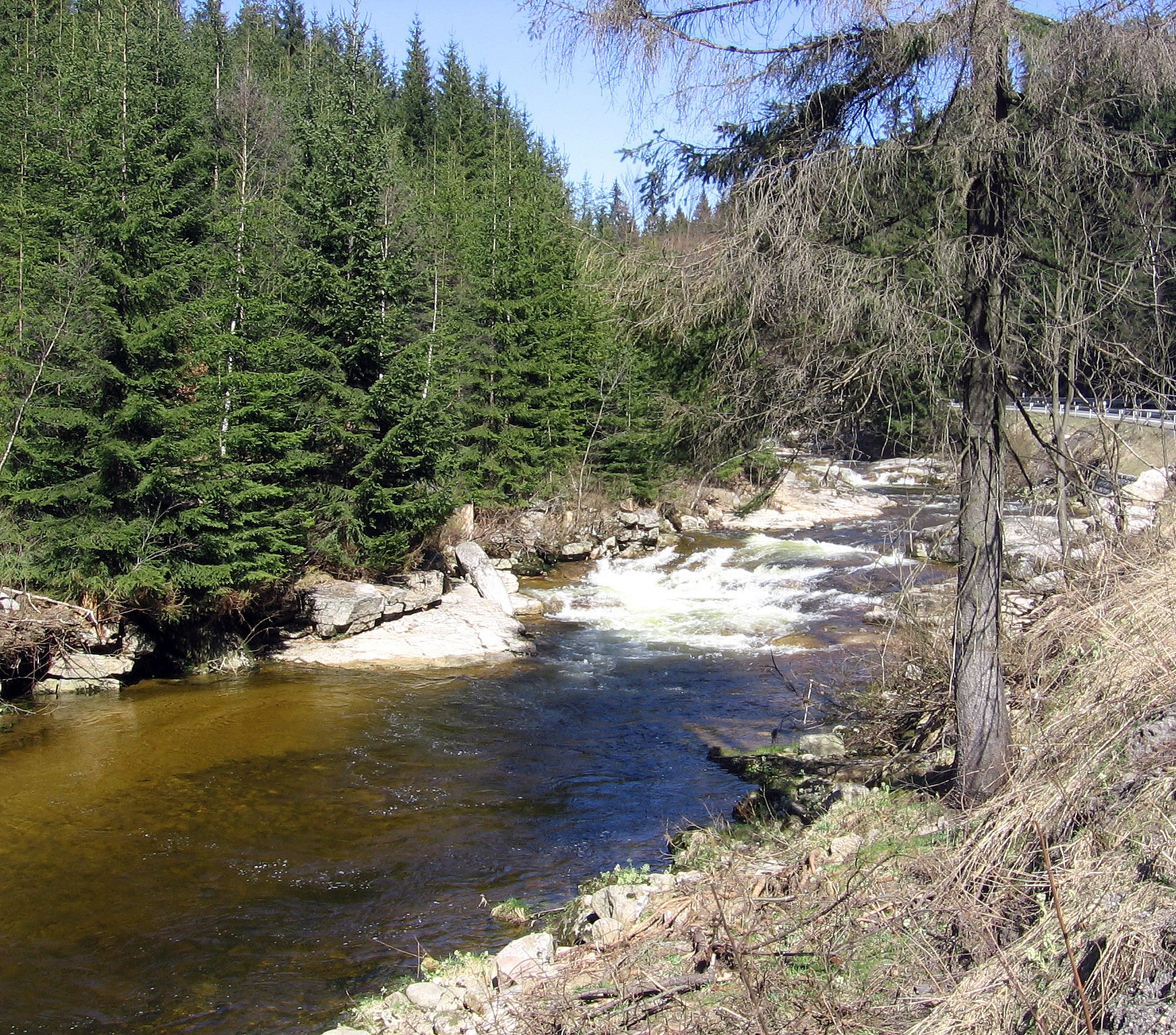
Izera między Harrachovem a Kořenovem

| lewe: - Mumlawa - Oleška - Libuňka - Žehrovka - Klenice | prawe: - Jizerka - Kamenice - Mohelka - Zábrdka - Bělá - Vazovecký potok |

## Miasta nad Izerą
- Jablonec nad Jizerou
- Rokytnice nad Jizerou
- Semily
- Železný Brod
- Turnov
- Mnichovo Hradiště
- Bakov nad Jizerou
- Mladá Boleslav
- Benátky nad Jizerou